# How High 2
Série How High
How High
(2001)
Pour plus de détails, voir Fiche technique et Distribution.
How High 2 est un téléfilm américain réalisé par Bruce Leddy, diffusé le 20 avril 2019 sur MTV.

## Fiche technique
Sauf indication contraire, les informations mentionnées dans cette section peuvent être confirmées par la base de données cinématographiques IMDb,  présente dans la section « Liens externes ».
- Titre original et français : How High 2
- Réalisation : Bruce Leddy
- Scénario : Shawn Ries, Artie Johann, Alex Blagg et Neel Shah, d'après les personnages créés par Dustin Lee Abraham
- Musique : John Jennings Boyd et Eric V. Hachikian
- Direction artistique : MaryBeth McCaffrey-Dillon
- Décors : Mark Bankins
- Costumes : Barbara Vasquez
- Photographie : Mathew Rudenberg
- Son : Ben Wilkins, Reuben Ripley
- Montage : Rick Weis
- Production : Mike Elliott, Joseph P. Genier et Greg Holstein

Production déléguée : Lil Yachty, George Engel, Shauna Garr, Brian Sher, Lisa Gooding, Joshua Vodnoy et Morgana Rosenberg
- Sociétés de production[1] : Universal 1440 Entertainment et Smith-Garr Productions
- Sociétés de distribution : MTV (États-Unis) ; Universal Pictures Home Entertainment
- Budget : n/a
- Pays d'origine :  États-Unis
- Langue originale : anglais
- Format[2] : couleur
- Genre : comédie
- Durée : 88 minutes
- Date de diffusion[3] :
  - États-Unis : 20 avril 2019 ; 23 juillet 2019 (VOD)
  - France : 24 août 2019 (VOD)
- Classification[4] :
  - États-Unis : Accord parental recommandé, film déconseillé aux moins de 14 ans (TV-14)[Note 1].

## Distribution
- Mary Lynn Rajskub : Ana Cheever
- Lil Yachty : Roger Silas
- Mike Epps : Baby Powder
- DeRay Davis : Big Bang
- Jansen Panettiere : Hayes
- Tony Demil : Bogdan
- D.C. Young Fly : Calvin
- Anya Monzikova : Irena Ivanov
- Alyssa Goss : Alicia
- Chris Cavalier : Tobin
- Brook Sill : Meegan
- Justine Skye : Steffi
- Teresa Celeste : Sidekick
- Sloane Warren : Rayna
- Lil Baby : Lui-même
- Marlo Hampton : Elle-même
- Cynthia Bailey : Elle-même
- Shekinah Anderson : Elle-même
- Blac Youngsta : Lui-même
- Njema Williams : Jasper
- David Busby Jr. : Co-Sign
- J.J. Green : Jeff
- Karlous Miller : Larry